# Ollulanus
Ollulanus (von lateinisch ollula ‚Töpfchen‘, wegen der kelchartigen Mundkapsel) ist eine Gattung der Fadenwürmer mit zwei Arten. Sie parasitieren im Magen von Katzen, Füchsen und Schweinen, selten auch Hunden, und kommen weltweit vor.

## Merkmale
Ollulanus hat die Merkmale der Trichostrongylinae. Ollulanus-Arten sind sehr kleine Fadenwürmer, die kaum länger als 1 mm sind. Weibchen sind vivipar, ihr Schwanz hat keinen Enddorn, sondern fünf Höcker.
Die fünf Höckerchen sind bereits ab dem Larvenstadium 2 ausgebildet.

## Lebenszyklus
Adulte bewohnen die Magenschleimhaut. Weibchen gebären die Larve 3, welche durch Erbrechen ausgeschieden wird oder im gleichen Wirt zum Adulten reift. Die Ansteckung anderer Wirte erfolgt durch das Fressen von Erbrochenem infizierter Tiere. Die Präpatenz beträgt etwa 35 Tage. Bei starkem Durchfall können sehr selten auch Larven im Kot auftreten.

## Systematik
Das Interim Register of Marine and Nonmarine Genera weist folgende zwei Arten aus:
- Ollulanus skrjabini Burdelev, 1950
- Ollulanus tricuspis Leuckart, 1865

Ollulanus suis wird als Synonym für Ollulanus tricuspis angesehen, manchmal auch Ollulanus skrjabini.